# Елизабета Хоенштауфен
Елизабета Швапска (преименована у Беатриче; март/мај 1205 – 5. новембар 1235), била је чланица династије Хоенштауфен која је удајом за краља Фернанда III постала краљица Кастиље и Леона.
Рођена у Нирнбергу, Елизабета је била четврта ћерка Филипа Швапског, краља Немачке, и Ирине Анђел, ћерке цара Исака II Анђела од Византијског царства. Елизабетин отац је убијен 21. јуна 1208, а њена мајка је умрла услед компликација на порођају 27. августа. Елизабета и њене сестре стављене су под старатељство свог рођака, краља Фридриха Роџера од Сицилије, који је договорио брак Елизабете и краља Фернанда III од Кастиље.
Церемонија венчања Елизабете и Фернанда III одржана је 30. новембра 1219. године у граду Бургосу. У Кастиљи је узела име Беатриче, вероватно у част и својој најстаријој сестри, царици Беатриче (која је умрла 1212. године), и најмлађој, која је умрла заједно са својом мајком 1208. током порођаја. 
Године 1230, након смрти њеног свекра, краља Алфонса IX од Леона, Беатрис је постала краљица. Током брака, Елизабет је родила десеторо деце:
- Алфонсо X (звани Мудри) (Толедо, 23. новембар 1221 -  Севиља, 4. април 1284).[4]
- Фридрих (Гвадалахара, пре 15. септембра 1223 - погубљен у Бургосу, 1277).[5]
- Фернандо (Куенка, пре 27. марта 1225 - код Севиље, пре 23. новембра 1248).
- Елеонора (1226 – умрла млада).
- Беренгарија (1228 — Лас Уелгас 1279), монахиња у цистерцитском манастиру Санта Марија ла Реал у Лас Уелгасу од септембра 1243 .
- Енрике (пре 10. марта 1230 - Роа, 8. августа 1303).[5]
- Филип (5. децембар 1231 - 28. новембар 1274).[5]
- Санчо (1233 — Толедо, 27. октобар 1261), надбискуп Толеда од 1251–1261.[5]
- Мануел, лорд од Вилене (Карион де лос Кондес, 1234 - Пенафиел, 25. децембар 1283).[5]
- Марија ( 5. новембра 1235).[6]

Краљица Беатрис је умрла у Тору 5. новембра 1235. године у доба од 30 година. Њена смрт је вероватно била повезана са њеним последњим порођајем, или је чак умрла након порођаја. Сахрањена је у Краљевском манастиру Уелгас де Бургос, поред краља Енрикеа I. Касније је њен син краљ Алфонсо X пренео њено тело у Севиљу 1279. године, где је почивало тело њеног мужа.